# Ponnur
Ponnur é uma cidade e um município no distrito de Guntur, no sul do estado indiano de Andhra Pradesh.

## Demografia
Segundo o censo de 2001, Ponnur tinha uma população de 56 504 habitantes. Os indivíduos do sexo masculino constituem 50% da população e os do sexo feminino 50%. Ponnur tem uma taxa de literacia de 68%, superior à média nacional de 59,5%: a literacia no sexo masculino é de 73% e no sexo feminino é de 64%. Em Ponnur, 10% da população está abaixo dos 6 anos de idade.